# 汉亭顿大道球场
汉亭顿大道美国联盟棒球场（Huntington Avenue American League Base Ball Grounds）曾经是在美国马萨诸塞州波士顿的一座棒球场，它曾经是美国职棒大联盟波士顿红袜的主场（1901年至1911年）。这座棒球场建于1900年，當時耗资3万5千美元。
汉亭顿大道球场举办了世界大赛历史上的第一场比赛，并在1904年5月5日见证了由赛·扬投出的现代棒球史上第一场完全比赛。
这座球场在1912年红袜队转战芬威球场后拆除。如今这块土地上是东北大学的一座室内田径场。